# Voskresenske (Mikolaiv)
Voskresenske (en ucraniano: Воскресенське) es un pueblo ucraniano perteneciente al óblast de Mikolaiv. Situado en el sur del país, forma parte del raión de Mikolaiv y es centro del municipio (hromada) homónimo.  

## Toponimia
El nombre de la ciudad en ruso también es Voskresénskoye (en ruso: Воскресенское).

## Geografía
Voskresenske se encuentra en la margen izquierda del río Inhul, a 6 km de Mikolaiv. 

## Historia
El asentamiento fue fundado en 1790 como Jorochivka y en 1793 pasó a llamarse Voskresensk. El lugar era un asentamiento del almirantazgo y pertenecía a la gobernación de Jersón del Imperio ruso. Entre 1864 y 1900 perteneció a la gobernación militar de Nikolaiev, que formaba parte de la gobernación de Jersón. 
En diciembre de 1920, la gobernación de Jersón pasó a llamarse gobernación de Nikolaiev y en 1921 se fusionó con la gobernación de Odesa. En 1923, se abolieron las gobernaciones en la República Socialista Soviética de Ucrania. Se estableció el ókrug de Mikolaiv, con el centro administrativo en Mikolaiv, y Voksresensk pertenecía al raión de Mikolaiv del mismo ókrug. En 1925, las gobernaciones fueron abolidas y las okruhas quedaron directamente subordinadas a la República Socialista Soviética de Ucrania. En 1930, se abolieron los ókrugs y también se abolió el raión de Mikolaiv. Voskresensk fue trasladado al raión de Varvarivka. El 27 de febrero de 1932, se estableció el óblast de Odesa y el área fue transferida al óblast de Odesa. El 22 de septiembre de 1937, el óblast de Mikolaiv se estableció en tierras que anteriormente pertenecían a los óblast de Dnipropetrovsk y Odesa, y la raión de Varvarivka pasó a formar parte del recién creado óblast. En 1939, el raión rural de Mikolaiv (a veces denominado raión de Mikolaiv) se estableció en el óblast de Mikolaiv con el centro en la ciudad de Mikolaiv.
Durante la Segunda Guerra Mundial, un Einsatzgruppen asesinó a judíos en una ejecución masiva.
El 12 de septiembre de 1944, el raión de Mikolaiv pasó a llamarse raión de Zhovtneve y el centro administrativo de la raión fue transferido de Mikolaiv a Zhovtneve. En 1947, Voskresensk pasó a llamarse Voskresenske y en 1956, Voskresenske recibió el estatus de asentamiento de tipo urbano.
El 19 de mayo de 2016, el raión de Zhovtneve pasó a llamarse raión de Vitovka de conformidad con la ley que prohíbe los nombres de origen comunista. Hasta el 18 de julio de 2020, Voskresenske fue parte del centro administrativo del raión de Vitovka. El raión se abolió en julio de 2020 como parte de la reforma administrativa de Ucrania, que redujo el número de rayones del óblast de Mikolaiv a cuatro. El área del raión de Vitovka se fusionó con el raión de Mikolaiv.En 2023, Voskresenske perdió el estatus de asentamiento de tipo urbano debido a la eliminación de este estatus administrativo.

## Demografía
La evolución de la población de Voskresenske entre 1959 y 2022 fue la siguiente:
| 3215                                                          | 4448 | 4756 | 4840 | 4758 | 4659 |
| (Fuente: Cities & Towns of Ukraine y UKRAINE: Größere Städte) |      |      |      |      |      |

Según el censo de 2001, la lengua materna de la mayoría de los habitantes, el 62,11%, es el ruso; del 37,33% es el ucraniano.

## Economía
La mayoría de los habitantes del lugar van a Mikolavi y sus alrededores para trabajar.

## Infraestructura

### Transportes
La estación de tren más cercana está en Jorojivka, 2 km al sur, en la línea ferroviaria que conecta Mikolaiv y Dolinska.La carretera N11 (E58) conecta el pueblo con Mikolaiv.